# حي الطيب المهيري
حي الطيب المهيري أو حي شتلة هو حي شعبي موجود في تونس تحديدا في مدينة رادس ، ولاية بن عروس يقع مابين كرنيش  رادس  و حي  محمد علي  يبلغ غدد سكانه 7500 نسمة
هو من اقدم الأحياء في مدينة رادس ويعد حي الطيب لمهيري أو حي شتلة أكبر حي في مدينة رادس،
.